# Kate Sheppard
Katherine Wilson Sheppard (Liverpool, 10 de março de 1847 – Christchurch, 13 de julho de 1934) foi uma integrante de maior destaque do movimento pelo sufrágio feminino da Nova Zelândia.

## Biografia
Foi a integrante mais proeminente do movimento sufragista feminino na Nova Zelândia e a sufragista mais famosa do país. Nascida em Liverpool, Inglaterra, ela emigrou para a Nova Zelândia com sua família em 1868. Lá ela se tornou um membro ativo de várias organizações religiosas e sociais, incluindo a Woman's Christian Temperance Union (WCTU). Em 1887, ela foi nomeada Superintendente Nacional de Franquia e Legislação da WCTU, posição que usou para promover a causa do sufrágio feminino na Nova Zelândia.
Kate Sheppard promoveu o sufrágio feminino organizando petições e reuniões públicas, escrevendo cartas à imprensa e desenvolvendo contatos com políticos. Ela foi editora do The White Ribbon, o primeiro jornal operado por mulheres na Nova Zelândia. Por meio de sua hábil escrita e persuasão em falar em público, ela defendeu com sucesso o sufrágio feminino. Seus panfletos Dez razões pelas quais as mulheres da Nova Zelândia devem votar e as mulheres devem votar? contribuiu para a causa. Este trabalho culminou em uma petição com 30 000 assinaturas pedindo o sufrágio feminino que foi apresentada ao parlamento, e a extensão bem-sucedida da franquia às mulheres em 1893. Como resultado, a Nova Zelândia se tornou o primeiro país a estabelecer sufrágio universal.
Sheppard foi a primeira presidente do Conselho Nacional de Mulheres da Nova Zelândia, fundado em 1896, e ajudou a reformar a organização em 1918. Mais tarde, ela viajou para a Grã-Bretanha e ajudou o movimento sufragista lá. Com a saúde debilitada, ela voltou para a Nova Zelândia, depois do qual continuou a se envolver em escrever sobre os direitos das mulheres, embora tenha se tornado menos ativa politicamente. Ela morreu em 1934, sem deixar descendentes.
Sheppard é considerado uma figura importante na história da Nova Zelândia. Um memorial a ela existe em Christchurch. Ela substituiu a rainha Elizabeth II na capa da nota de dez dólares da Nova Zelândia em 1991.